# Asela Morel Perez
Asela Mercedes Morel Pérez (Santiago de los Caballeros, 18 de marzo de 1919 – 15 de noviembre de 2012) fue una médica, activista, humanista, combatiente contra la tiranía de Rafael Leónidas Trujillo.
Sufrió encierro, tortura, persecución y acoso junto a otros miembros del movimiento Revolucionario 14 de Junio, sin que cambiaran sus convicciones  democráticas.

## Primeros años
Nació el 18 de marzo de 1919, en la ciudad de Santiago de los Caballeros, República Dominicana. Sus padres fueron Viterbo Morel Espaillat y Ana Delia Pérez Gutiérrez de Morel. Cursó sus primeros estudios en el Colegio Mercedes Amiama, después en la Escuela México de Santiago, y luego el de Bachiller en Ciencias Físicas y Naturales en la Escuela normal de Santiago. Asela Morel fue discípula de la educadora Ercilia Pepín.
En 1947 Asela Morel Pérez se graduó de medicina en la Universidad de Santo Domingo, con la especialidad en ginecología y obstetricia, obtuvo el postgrado en obstetricia en el Margaret Hague Maternity Hospital en Hudson County, New Jersey. Terminados sus estudios se dedicó a ejercer su carrera en consultas médicas.

## Trayectoria
Desde antes de posicionarse como una de las más respetadas ginecólogas de República Dominicana, se integró al Movimiento 14 de Junio y formó parte junto a las hermanas  Patria,  Minerva, y María Teresa Mirabal, Tomasina Cabral y Dulce Tejada del grupo de jóvenes mujeres anti trujillistas conocidas como Las Mariposas, que  desafiaron la brutalidad de la tiranía. En el año 1960, Asela Morel, invitada por su primo Rafael Francisco Bonnelly ingresó al Movimiento 14 de Junio, el cual estaba dirigido por Manuel Aurelio Tavárez Justo. Fue apresada, cuando se descubrió el movimiento y llevada a la Cárcel de “la 40”, junto a las hermanas Mirabal, Miriam Morales, Dulce Álvarez, Tomasina Cabral, Fe Violeta Ortega; acusadas de terrorismo contra la seguridad del estado.
Conocida como «la médica valiente», ejerció la medicina hasta su retiro cuando cumplió 89 años. Realizó los partos de las esposas de sus propios verdugos.
En 1961, luego de la muerte de Trujillo, asistió al Instituto de Educación Política, en San Isidro de Coronado, San José, Costa Rica, para realizar el curso: “Entrenamiento de Líderes Políticos, Responsables de la Defensa de la Democracia en América”, a cargo de los profesores Juan Bosch Gaviño y José Figueres Ferrer.
Como miembro fundadora y vocal de La Unión Cívica Nacional, el ideal político de Morel Pérez fue establecer un gobierno democrático funcional, para trabajar en beneficio de los dominicanos. Su ideología influyó en muchos ciudadanos y se adelantó a su época con pensamientos como éste: “La democracia que no llega a interesar a la mujer en el desarrollo de todas sus actividades no tiene carácter de tal. No se puede asegurar la verdadera libertad, no se puede tener democracia si no se llama a las mujeres al servicio cívico, a la vida política, ya que la intervención femenina en el juego político debe ser amplia e irrestricta”.
En cuanto a su ejercicio profesional Asela Morel Pérez realizó labor social en el Consultorio La Hora de Dios, Buenos Aires de Herrera y el Hogar Escuela Mercedes Amiama. También fue parte del equipo fundador de la Sociedad Dominicana de Obstetricia y Ginecología, del Centro Médico Nacional, y de la Asociación Médica Dominicana.
Colaboró con las siguientes instituciones:
- Instituto Dominicano de Rehabilitación.

- Fundación Dominicana de Cardiología.

- Liga Dominicana contra el Cáncer.

- Patronato Nacional de Ciegos.

## Condecoraciones
Tuvo los siguientes reconocimientos a lo largo de su trayectoria:
- Orden del Mérito de Duarte, Sánchez y Mella en el grado de Caballero, 1976. Presidente Dr. Joaquín Balaguer.

- Asociación Médica Dominicana, 1994.

- Fundación Testimonio, 1999.

- Recibió la Medalla al Mérito de la Mujer y fue distinguida por la Sala Capitular del Ayuntamiento

de Santo Domingo como Hija Meritoria de la Ciudad de Santo Domingo, Primada de América, 1999.
- Medalla al Mérito de la Mujer, 1999. Presidente Dr. Leonel Fernández

- Fundación Frank Hatton C., 1999.

- Orden del Mérito de Duarte, Sánchez y Mella en el grado de Oficial, 2002. Presidente Ing. Hipólito Mejía.

En 2018 se inaugura el museo Rosita Fadul, en Santiago de los Caballeros, donde se exhiben retratos en carboncillo, de mujeres destacadas de la región norte de República Dominicana, realizados por el artista Eusebio Vidal. Allí se destaca la vida y obra de Asela Morel.
Murió el 15 de noviembre de 2012 sin dejar descendencia.